# 粤港澳大湾区都市間鉄道

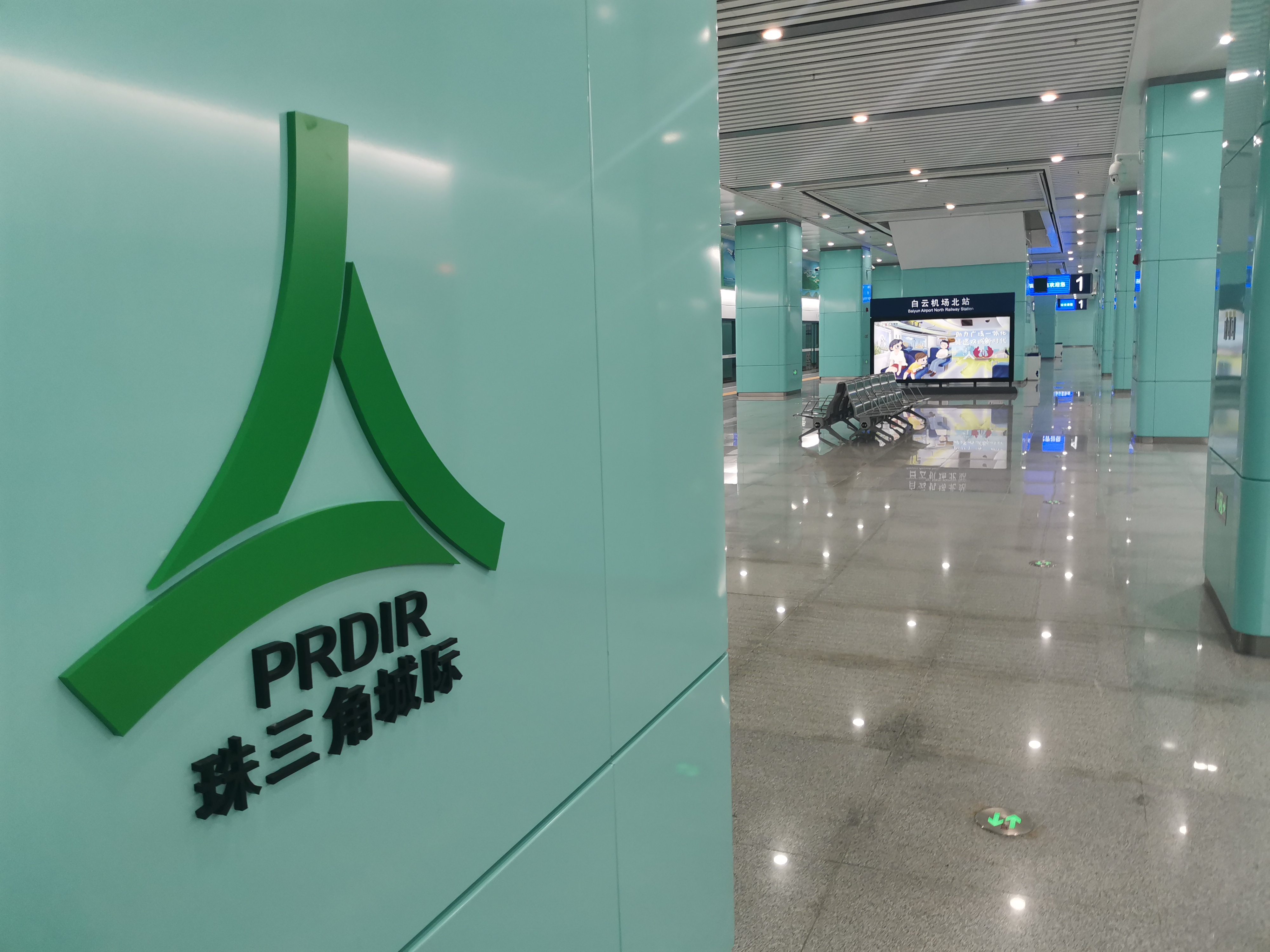
白雲機場北駅にある珠江デルタ都市間鉄道のシンボルマーク。
同マークは現在広清都市間鉄道、広仏環状線でのみ掲載されている。

粤港澳大湾区都市間鉄道（えつこうおうだいわんくとしかんてつどう、英語：Pearl River Delta Metropolitan Region Intercity Railway System、PRDIR、略称：大湾区都市間鉄道）、別名珠江デルタ都市間鉄道は、は、中華人民共和国広東省中心部である珠江デルタ（粤港澳大湾区）を走る都市間鉄道系統である。
各都市間通勤時間を1時間以内との目標を目指して鉄道建設が進んでいる。2023年現在、粤港澳大湾区都市間鉄道では4路線、72駅が開業し、運営距離は419km。1890kmの鉄道を計画中。

## 沿革

### 都市間地下鉄の建設
- 1990年代 - 早期計画では、広仏ライトレールが広州市と仏山市を結ぶ予定があった。広州地下鉄1号線が計画・建設の時に西塱駅で準備建設を実施。
- 2002年から2018年 - 数段階で地下鉄広仏線が建設され、2010年11月3日に開業。
- 2021年 - 仏山市を広州南駅と結ぶ仏山地下鉄2号線が開業。
- 2022年 - 広州市番禺区と仏山市順徳区を結ぶ広州地下鉄7号線の美的大道 - 広州南駅間が開業。

広州地下鉄7号線、仏山地下鉄2号線は事実上の都市間地下鉄であるが、現在粤港澳大湾区都市間鉄道の系列に入れていない。

### 都市間鉄道の発足
- 2001年 - 広東省発展計画委員会が「珠江三角洲城際快速軌道交通線網計画」を開始した[3]。
- 2005年3月16日 - 国務院が「環渤海京津冀地区、長江三角洲地区、珠江三角洲地区城際軌道交通網計画」を開始した。

該当計画案では、2020年までに珠江デルタ都市間鉄道の営業距離を600キロ以上発展させる予定だった。
- 2009年9月 - 国家開発改革委員会が「珠江三角洲地区城際軌道交通網計画」(2009年修訂)」を開始した。

該当計画案では、各路線運転距離が総計1478キロ、路線数23本（事業中路線含む）。2030年に1890キロの線網を建設し、珠江デルタ県級以上全ての行政区をカバーすることを目指していた。
- 2019年6月11日 - 広州地下鉄の運営会社である広州地鉄集団有限公司が全資本子会社広東城際鉄路運営有限公司を設立し、同社に広清都市間鉄道広州北 - 清遠間、広仏環状線広州北 - 白雲機場北（ターミナル2）間、広仏肇都市間鉄道広州南 - 仏山西（同駅除く）間および珠三角都市間軌道交通調度指揮センターなどの管理業務を委託開始した[7][8]。
- 2020年7月30日 - 国家発改委が「粤港澳大湾区（城際）鉄路建設計画」を批准。2025年までに4700キロの線網を建設し、広州・深圳など大湾区のメイン都市をカバーすることと、2035年までに5700キロの線網を建設し、大湾区内に県級以上全ての行政区をカバーすることを目指すと発表した[9]。
- 2021年9月4日 - 広東省人民政府が「広東省総合交通運輸体系『十四五』発展計画」を公表。広仏江珠都市間鉄道東平 - 江門間、肇順南都市間鉄道、広仏環状線西環線を「粤港澳大湾区（城際）鉄路建設規画」近期建設プロジェクトに統括することとなった[1]
- 2020年11月15日 - 珠江口西岸のハブ駅である江門駅が開業[10]。
- 2021年10月27日 - 都市間鉄道業務の準備として、深圳地下鉄の運営会社である深圳市地鉄集団が全資本子会社深圳深鉄城際鉄路運営有限公司を設立。
- 2021年12月29日 - 珠江デルタ都市間鉄道建設プロジェクトおよび広東珠三角城際軌道交通有限公司の管理権を広州地鉄集団に移行した。広肇都市間鉄道、莞惠都市間鉄道、穂深都市間鉄道、広清都市間鉄道、広仏環状線を広州地鉄集団が運営・管理することとなった[11]。
- 2022年12月27日 - 広東鉄投集団が所持の珠三角城際公司74.54%株権を全て広州地鉄集団に譲渡した[12]。

## 路線
|                |                      |          |            |        |                |               |          |                                       |                         |                  |
| 路線           | 路線                 | 発着駅   | 発着駅     | 駅数   | 営業キロ       | 開業日期      | 車両編成 | 所有者                                | 運営者                  | 所属都市圏       |
|                | 広仏地下鉄           | 新城東   | 瀝滘       | 25     | 39.6           | 2010年11月3日 | 4B       | 広仏軌道交通                          | 広州地鉄集団            | 広州             |
|                | 広珠都市間鉄道       | 広州南   | 珠海       | 16     | 150.925        | 2011年1月7日  | 8C       | 広珠城際                              | 国鉄広鉄集団            | 広州、珠江口西岸 |
| 小欖           | 広珠都市間鉄道       | 江門     | 4          | 26.609 | 珠江口西岸     | 2011年1月7日  | 8C       | 広珠城際                              | 国鉄広鉄集団            |                  |
| 珠機都市間鉄道 | 珠海                 | 珠海機場 | 9          | 39.24  | 2020年8月18日  | 珠江口西岸    | 8C       | 広珠城際                              | 国鉄広鉄集団            |                  |
| 広肇都市間鉄道 | 広州                 | 肇慶     | 12         | 111    | 2016年3月30日  | 珠三角城際    | 8C       | 国鉄広鉄集団 （未来は広東城際に移行） | 広州                    |                  |
| 広恵都市間鉄道 | 東莞西               | 小金口   | 18         | 103.1  | 2016年3月30日  | 珠三角城際    | 8C       | 国鉄広鉄集団 （未来は広東城際に移行） | 深圳                    |                  |
| 穂深都市間鉄道 | 広州東               | 深圳機場 | 17         | 97     | 2019年12月15日 | 珠三角城際    | 8C       | 国鉄広鉄集団 （未来は広東城際に移行） | 広州、深圳              |                  |
|                | 広清都市間鉄道       | 花都     | 清城       | 6      | 38.2           | 珠三角城際    | 8C       | 2020年11月30日                        | 広東城際 （広州地下鉄） | 広州             |
|                | 広仏環状線（東環線） | 花都     | 白雲機場北 | 4      | 22.6           | 珠三角城際    | 8C       | 2020年11月30日                        | 広東城際 （広州地下鉄） | 広州             |
| 總計           | 總計                 | 總計     | 總計       | 105    | 418.634        | -             | -        | -                                     | -                       | -                |

## 今後の発展

### 事業中・計画中路線
| 路線                                          | 路線                                          | 路線                                         | 発着駅     | 発着駅   | 駅数   | 営業キロ | 予定開業日期   | 車両編成 | 所有者                  | 運営者                  | 所属都市圏       |
| --------------------------------------------- | --------------------------------------------- | -------------------------------------------- | ---------- | -------- | ------ | -------- | -------------- | -------- | ----------------------- | ----------------------- | ---------------- |
|                                               | 広清都市間鉄道北延伸線                        | 広清都市間鉄道北延伸線                       | 清城       | 省職教城 | 4      | 22       | 2025年         | 8C       | 珠三角城際              | 広東城際 （広州地下鉄） | 広州             |
|                                               | 広仏環状線                                    | 東環延伸/南環線                              | 竹料       | 番禺     | 14     | 81.682   | 2025年         | 8C       | 珠三角城際              | 広東城際 （広州地下鉄） | 広州             |
| 西環線                                        | 広仏環状線                                    | 仏山西                                       | 花都       | 9        | 47.01  | 2027年   | 広仏西環城際   | 8C       |                         | 広東城際 （広州地下鉄） | 広州             |
| 穗深都市間鉄道                                | 北延伸線                                      | 白雲機場北                                   | 新塘南     | 10       | 55.1   | 2025年   | 珠三角城際     | 8C       |                         | 広東城際 （広州地下鉄） | 広州             |
| 穗深都市間鉄道                                | 南延伸線                                      | 深圳機場                                     | 前海       | 3        | 15.15  | 2025年   | 深圳市地鉄集団 | 8C       | 深圳深鉄 （深圳地下鉄） | 深圳                    |                  |
| 穗深都市間鉄道                                | 南再延伸線 （皇崗口岸連絡線）                 | 前海                                         | 皇崗口岸   | 2        |        | 2026年   | 深圳市地鉄集団 | 8C       | 深圳深鉄 （深圳地下鉄） | 深圳                    |                  |
| 穗深都市間鉄道                                | 琶洲支線                                      | 広州蓮花山                                   | 琶洲       | 2        | 17.621 | 2025年   | 珠三角城際     | 8C       | 広東城際                | 広州                    |                  |
| 仏莞都市間鉄道                                | 仏莞都市間鉄道                                | 番禺                                         | 東莞西     | 7        | 36.681 | 2023年   | 珠三角城際     | 8C       | 広東城際                | 広州、深圳              |                  |
|                                               | 深恵都市間鉄道                                | 本線                                         | 前海保税区 | 坪地駅   | 11     | 58.9     | 2026年         | 8D/8C    | 深圳市地鉄集団          | 深圳深鉄 （深圳地下鉄） | 深圳             |
| 大鵬支線                                      | 深恵都市間鉄道                                | 竜城                                         | 新大       | 6        | 39.39  | 2026年   | 8D             |          | 深圳市地鉄集団          | 深圳深鉄 （深圳地下鉄） | 深圳             |
|                                               | 深大都市間鉄道 （深圳地下鉄33号線）           | 深大都市間鉄道 （深圳地下鉄33号線）          | 機場北     | 聚龍     | 11     | 69.19    | 2026年         | 8D       | 深圳市地鉄集団          | 深圳深鉄 （深圳地下鉄） | 深圳             |
|                                               | 広花都市間鉄道 （広州地下鉄18号線北延伸線）   | 広花都市間鉄道 （広州地下鉄18号線北延伸線）  | 広州東     | 花城街   | 8      | 39.6     | 2027年         | 8D       | 広州地鉄集団            | 広東城際 （広州地下鉄） | 広州             |
| 南中珠都市間鉄道 （広州地下鉄18号線北延伸線） | 南中珠都市間鉄道 （広州地下鉄18号線北延伸線） |                                              |            |          |        | 2027年   |                | 8D       | 広州地鉄集団            | 広東城際 （広州地下鉄） | 広州             |
|                                               | 芳白都市間鉄道 （広州地下鉄22号線北延伸線）   | 芳白都市間鉄道 （広州地下鉄22号線北延伸線）  | 芳村       | 機場北   | 12     | 41       | 2027年         | 8D       | 広州地鉄集団            | 広東城際 （広州地下鉄） | 広州             |
|                                               | 仏穂莞都市間鉄道 （広州地下鉄28号線）         | 仏穂莞都市間鉄道 （広州地下鉄28号線）        | 鷺洲       | 松山湖   | 29     | 113      | 近期建設       | 8D       | 広州地鉄集団            | 広東城際 （広州地下鉄） | 広州             |
|                                               | 広恵都市間鉄道                                | 広恵都市間鉄道                               | 小金口     | 惠州北   |        |          | 近期建設       |          |                         |                         | 深圳             |
|                                               | 塘厦 - 竜崗都市間鉄道                         | 塘厦 - 竜崗都市間鉄道                        | 塘厦       | 竜崗     |        |          | 近期建設       |          |                         |                         | 深圳             |
|                                               | 広深中軸都市間鉄道 （常平 - 竜華都市間鉄道）  | 広深中軸都市間鉄道 （常平 - 竜華都市間鉄道） | 常平       | 竜華     |        |          | 近期建設       |          |                         |                         | 広州、深圳       |
|                                               | 肇順南都市間鉄道                              | 肇順南都市間鉄道                             |            |          |        |          | 近期建設       |          |                         |                         | 広州             |
|                                               | 広仏江珠都市間鉄道                            | 広仏江珠都市間鉄道                           | 東平       | 江門     |        |          | 近期建設       |          |                         |                         | 広州、珠江口西岸 |